# تیپ ۸۴ گیواتی

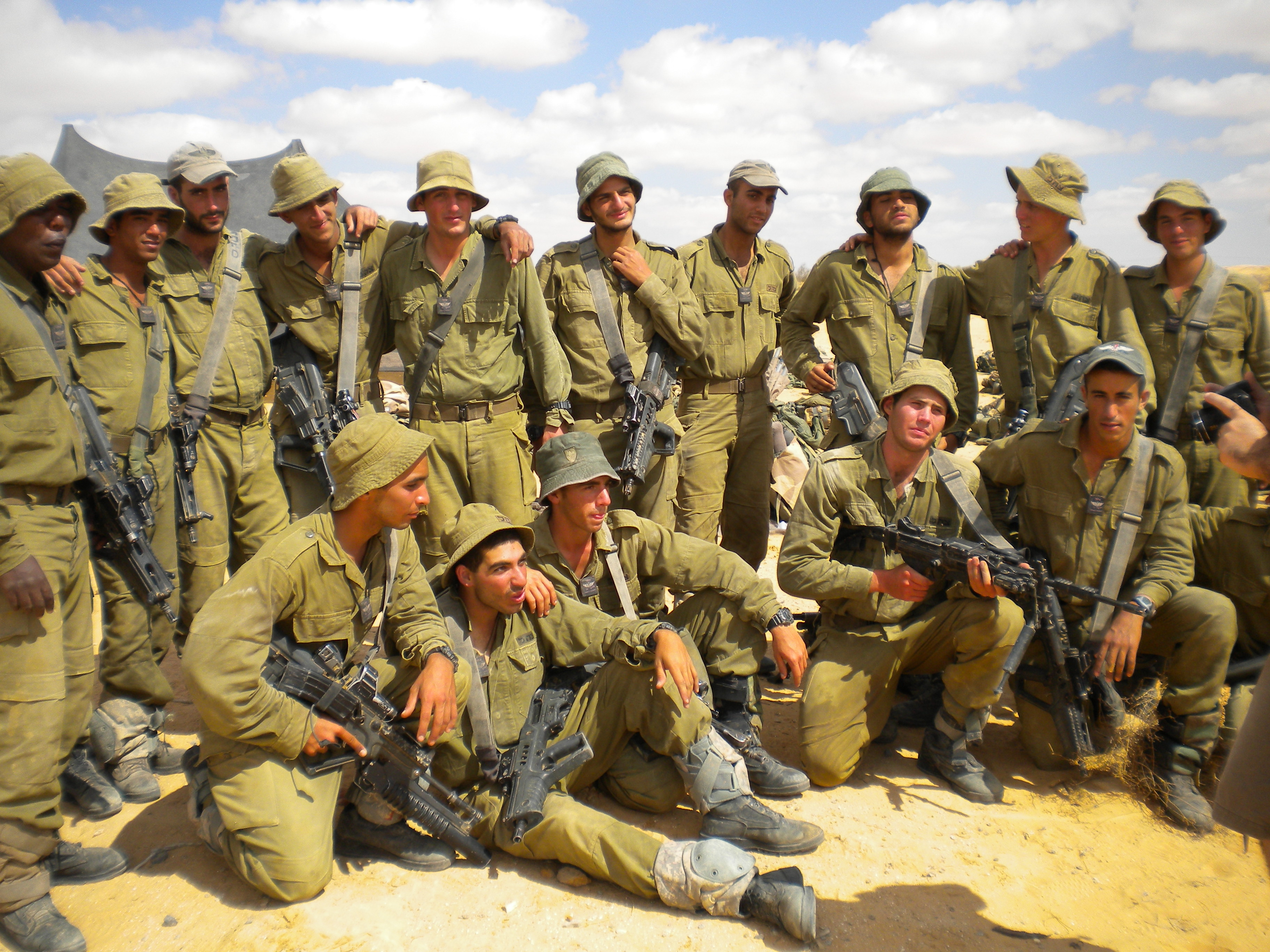
نیروهای تیپ گیواتی در سال ۲۰۱۱

تیپ ۸۴ گیواتی (عبری: חֲטִיבַת גִּבְעָתִי‎، ت. «"Hill Brigade" or "Highland Brigade"») یا تیپ گیواتی تیپ پیاده‌نظام نیروی زمینی اسرائیل، زیرمجموعه لشکر ۱۶۲ زرهی هاپلادا و تحت امر فرماندهی جنوبی اسرائیل است، که در سال ۱۹۴۷ توسط سپاه پیاده اسرائیل تأسیس شد. 
این تیپ در طول جنگ اعراب و اسرائیل در سال ۱۹۴۸ در عملیات‌های حمتز، باراک و پلشت در تصرف روستاهای فلسطینی شرکت داشت. پیش از خروج اسرائیل از غزه در سال ۲۰۰۵، این تیپ در نوار غزه مستقر بود. سربازان تیپ گیواتی توسط کلاه‌های بنفش مشخص می‌شوند و نماد این تیپ، روباه قرمز است.